# او-بوت نوع ۱
زیردریایی تیپ ۱ (به انگلیسی: German Type I submarine) یک کلاس از زیردریایی است که طول آن ۷۲٫۳۹ متر (۲۳۷ فوت ۶ اینچ) می‌باشد.